# 2005 год в истории метрополитена
В этой статье перечисляются основные  события из истории метрополитенов в 2005 году. Полужирным шрифтом выделены открытия новых транспортных систем.

## События

### Первое полугодие
- 2 апреля — открыта 59-я станция Петербургского метрополитена «Комендантский проспект».
- 8 апреля — открыта станция «Плац Вильсона» (A18) Варшавского метрополитена.
- 25 апреля — гибель 47-летнего машиниста на станции «Выхино» Московского метрополитена от сердечного приступа после применения экстренного торможения для предотвращения наезда на девушку[1].
- 3 мая — станция метро «Измайловский парк» Арбатско-Покровской линии Московского метрополитена переименована в «Партизанскую».
- 25 июня — открыта станция Новосибирского метрополитена «Берёзовая роща».

### Второе полугодие
- 23 августа — открыт восьмой участок Сырецко-Печерской линии Киевского метрополитена длиной 2,4 км со станцией «Бориспольская».
- 27 августа — открыт Казанский метрополитен (1-й пусковой участок первой линии). Станции: «Горки», «Аметьево», «Суконная слобода», «Площадь Тукая», «Кремлёвская».
- 27 августа — открыт для пассажирского движения (3 сентября — официально) Нанкинский метрополитен. Линия 13 станций, 17 км.
- 10 сентября — открыта станция Московского метрополитена «Деловой центр»  (с 1 июня 2009 по 3 апреля 2024 года — «Выставочная»).
- 17 сентября — открыта Линии D в Метрополитене Порту участок из 11 станции и 5,7 км: Поло Университарио, Салгуеирос, Комбатентес, Маркуес, Фариа Гуимараес, Тринад, Алиадос, Сао Бенто, Жардим до Морро, Дженерал Торес, Камара де Гайя.
- 15 октября — открыт второй выход на станции Киевского метрополитена «Лесная».
- 7 ноября — открыты станции Минского метрополитена «Спортивная», «Кунцевщина» и «Каменная горка».
- 23 ноября — открыт метрополитен Вальпараисо. 20 станций на пусковом участке длиной 43 км: «Пуэрто», «Бельявиста», «Франсия», «Барон», «Порталес», «Рекрео», «Мирамар», «Винья-дель-Мар», «Оспиталь Густаво Фрикке», «Чоррильос», «Эль Сальто», «Кильпуэ», «Эль Соль», «Эль Бельото», «Лас Америкас», «Ла Консепсьон», «Вилья Алемана», «Сархенто Альдеа», «Пеньябланка», «Лимаче».
- 10 декабря — открыт 2-й участок Линии D в Метрополитене Порту с станцией Жоро де Деюс.

## Происшествия
| Дата   | Метро                   | Погибли | Пострадали | Описание |
| ------ | ----------------------- | ------- | ---------- | --- |
| 25 мая | Московский метрополитен | 0       | 0          | Московский метрополитен столкнулся с самым масштабным сбоем в работе за всю свою историю. 25 мая в 11:10 началось массовое отключение питающих центров «Мосэнерго», подающих напряжение в том числе и на линии Метрополитена. В результате из работы были исключены 52 из 170 станций Московского метро. По данным Комитета по телекоммуникациям и СМИ города Москвы, движение частично отсутствовало на 3 линиях Московского метрополитена: - Замоскворецкая от ст. «Красногвардейской» до ст. «Павелецкая», включая Каховскую линию - Серпуховско-Тимирязевская от ст. «Серпуховской» до ст. «Бульвар Дм. Донского» - Калужско-Рижская от ст. «Новоясеневская» до ст. «Проспект Мира» Движение полностью отсутствовало на Люблинской линии, а также на Бутовской линии лёгкого метро (На последней было восстановлено челночное движение, пассажиров перевозили только от улицы Старокачаловская). В 11:40 началась эвакуация пассажиров из 27 поездов, находившихся в тоннелях. В 13:15 эвакуация пассажиров была завершена. По другим данным, отключение энергоснабжения привело к остановке поездов на Замоскворецкой, Таганско-Краснопресненской, Калужско-Рижской, Серпуховско-Тимирязевской, Бутовской, Люблинской, Калининской и Каховской линиях. По этим данным, в тоннелях на разных линиях остановилось 43 состава, в которых находилось около 20 тыс. человек. Паники удалось избежать, эвакуация пассажиров началась уже через 20—35 минут после аварии. Составы, находившиеся под уклоном, вернулись на станции, но большинство пассажиров всё же пришлось эвакуировать пешком. Полная эвакуация затянулась почти на два часа. Остановились эскалаторы. На пересадочных станциях также часть поездов были возвращены. Например, на «Китай-Городе» работало только по одному эскалатору, вестибюль на Маросейку на выход, на Солянку — на вход. Свет на наклонах отсутствовал. После нормализации ситуации на соседних станциях, она была закрыта на вход и выход до конца дня. |